# Изак, Хенрик
Хе́нрик И́зак (нидерл. и нем. Heinrich Isaac, Ysaac, Yzaac, итал. Arrigo il Tedesco; 1450[…], Фландрия — 26 марта 1517, Флоренция) — фламандский композитор, работавший в Италии, Австрии и Германии.

## Биография
О ранних годах жизни Изака известно мало. Вероятно, он родился во Фландрии, начал писать музыку с середины 1470-х годов. Первое упоминание о нём в документах относится к 1484 году, когда он стал придворным композитором в Инсбруке.
В следующем году он поступил на службу к Лоренцо Медичи во Флоренции, где исполнял обязанности органиста, руководителя хора и учителя музыки.
Во Флоренции Изак был певчим и композитором в церквях Санта-Мария-дель-Фьоре, Сантиссима Аннунциата, в Баптистерии св. Иоанна Крестителя. Сохранились записи о выплатах за службы в Санта-Мария-дель-Фьоре с июля 1495 года. После 1 октября 1486 года Изак служил в церкви Сантиссима Аннунциата.
С 1 октября 1491 года по 30 апреля 1492 года его коллегами были А. Агрикола, Йоханнес Гизлен (Гизелин).
Лоренцо Медичи был очень доволен Изаком и оказывал ему покровительство. Он даже помог Изаку жениться на Бартоломее Белло (родилась 16 мая 1464 года), дочери мясника Пьеро Белло, который держал лавку недалеко от дворца Медичи. В связи со ссорой между Изаком и Лоренцо Джанберти из-за денежного долга в феврале 1489 года сообщается, что Изак жил в квартале Сан-Лоренцо, где находился и дворец Медичи.
На текст духовной драмы Медичи «Св. Иоанн и св. Павел» Изак написал музыку (1488).
8 апреля 1492 года Лоренцо Медичи умер. Наследник Лоренцо Пьеро 
в ожидании коронации Папы Римского Александра VI со своим двором отправился в Рим, а Изак получил по случаю поездки деньги на одежду. Уже в конце октября 1492 года Изак снова был во Флоренции.
Вследствие разрушения экономики Флоренции и прихода к власти Дж. Савонаролы в апреле 1493 года капелла была распущена. Изак поступил на частную службу к Пьеро де Медичи. В ноябре 1494 года Медичи были изгнаны из Флоренции, и Изак потерял своего покровителя.
С 1497 года Изак — придворный композитор императора Максимилиана I, которого он сопровождал в поездках по Италии и Германии. Изак оказал большое влияние на немецких композиторов, его знаменитым учеником стал Людвиг Зенфль.
В 1502 году Изак вернулся в Италию, жил сначала во Флоренции, а позже в Ферраре, где претендовал наряду с Жоскеном Депре на одну и ту же должность при дворе герцогов д'Эсте. В письме (1502), адресованном Эрколе д’Эсте, два композитора сравниваются так: «У Изака характер лучше, чем у Жоскена, и хотя верно, что Жоскен лучший композитор, он сочиняет только тогда, когда сам хочет, а не тогда, когда его просят. Изак же будет сочинять, когда Вы пожелаете». В пользу Изака сыграло и то обстоятельство, что он требовал жалованье гораздо меньшего размера, чем Жоскен. В результате именно Изак получил должность в Ферраре.
В 1514 году Изак переехал во Флоренцию и умер там в 1517 году.

## Творчество и рецепция

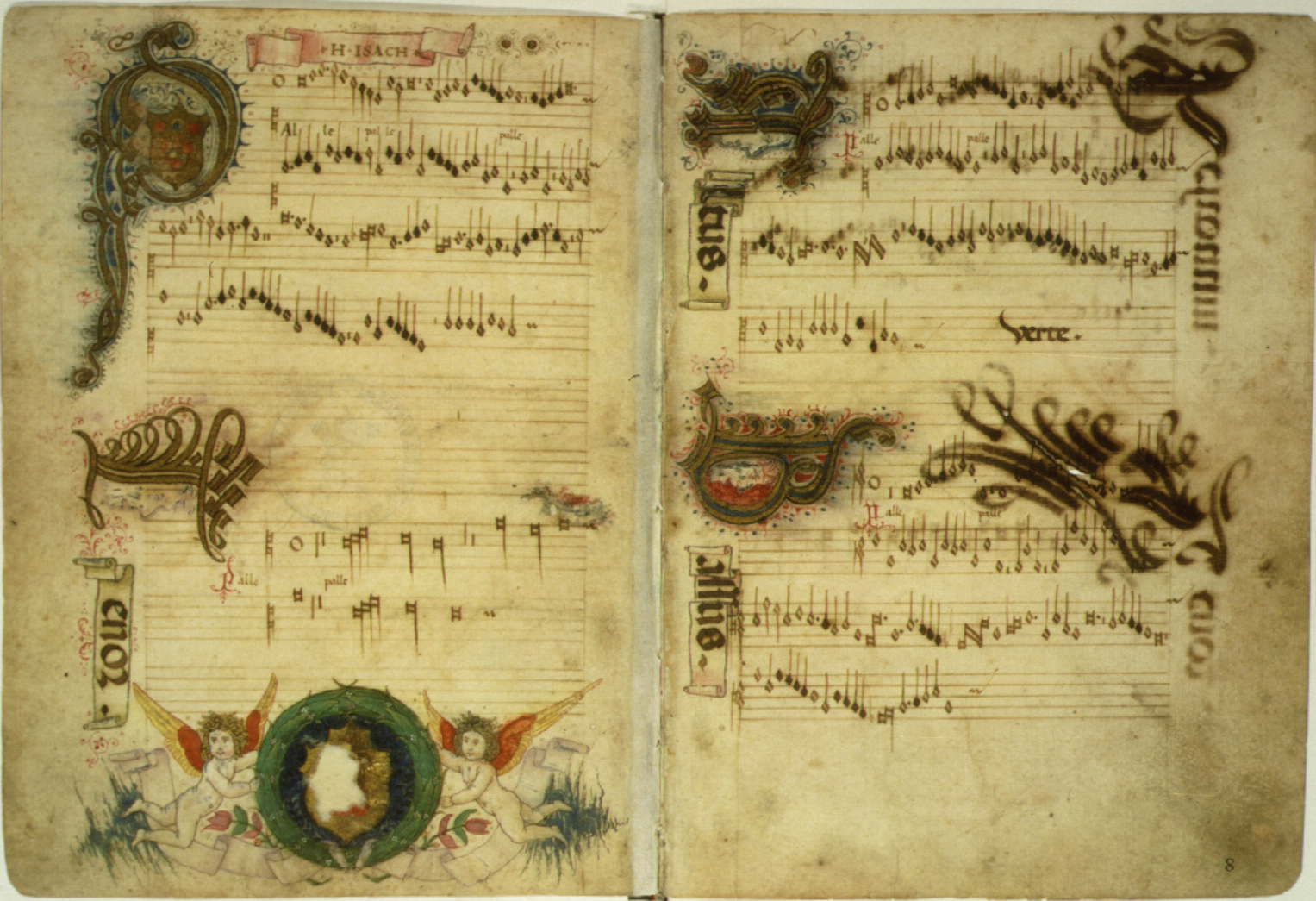
Иллюминированный песенник Изака, начало мотета Palle, palle

Изак писал светские и культовые сочинения. Из 36 месс (20 из них — в технике alternatim) наиболее известна «Песенная месса» (Missa carminum), на темы популярных немецких песен. Писал также мотеты и полифонические песни на разных языках (26 немецких Lied, 10 итальянских, 6 латинских).
Изак был одним из наиболее плодовитых музыкантов своего времени, но его сочинения потерялись в тени творений Жоскена Депре (хотя композитор Антон Веберн написал свою диссертацию об Изаке). Наиболее известное произведение Изака — песня «Инсбрук, я должен тебя покинуть» («Innsbruck, ich muss dich lassen»), воспроизводящая музыкальный язык фольклора. Возможно, однако, что Изак лишь обработал уже существующую мелодию. В эпоху Реформации эта песня с новым текстом (то есть контрафактура) была известна как протестантский хорал «О мир, я должен тебя покинуть» («O Welt, ich muss dich lassen»), который позже использовали Бах и Брамс. Изаку также принадлежит 5 композиций в разных жанрах, написанных на мелодическом материале популярной итальянской песни «Fortuna desperata».
В последние годы жизни Изак работал над «Констанцскими хоралами» («Choralis Constantinus») — первым известным циклом месс на целый год, включающим около ста произведений — но не успел его закончить. Эту серию завершил ученик Изака Людвиг Зенфль (издана в 1555 году). И. Ф. Стравинский, который восхищался музыкой Изака, назвал «Констанцские хоралы» «великим сочинением», где каждая нота имеет значение.

## Сочинения (выборка)

### Мессы
Примечание. Мессы написаны на четыре голоса, если не указано иное
1. Argentum et aurum
2. Chargé de deul
3. Comme femme desconfortee
4. Comment poit avoir joie
5. Een vrolic wesen
6. Et trop penser
7. La mi la sol [= O praeclara]
8. La Spagna
9. Misericordias Domini
10. Quant j’ay au cueur
11. Salva nos
12. T’meiskin was jonck
13. Une musque de Biscaye (Бискайская мушка)
14. Virgo prudentissima
15. Wolauff Gesell, von hinnen, a6
16. Missa de apostolis (Апостольская месса)
17. Missa de apostolis, a5
18. Missa de apostolis, a6
19. Missa de Beata Virgine (Месса о Блаж. Деве)
20. Missa de Beata Virgine, a5 (1)
21. Missa de Beata Virgine, a5 (2)
22. Missa de Beata Virgine, a6
23. Missa de confessoribus
24. Missa de confessoribus, a5
25. Missa ferialis (Праздничная месса; сохранились 3 части)
26. Missa de martyribus (Месса о мучениках)
27. Missa de martyribus, a5
28. Missa paschalis (Пасхальная месса) (1)
29. Missa paschalis (2)
30. Missa paschalis, a5
31. Missa paschalis, a6
32. Missa solemnis (Торжественная месса)
33. Missa solemnis, a5
34. Missa solemnis, a6
35. Missa de virginibus (Месса о девах), a5
36. Missa carminum (Песенная месса)